# Palau Reial de Pedralbes

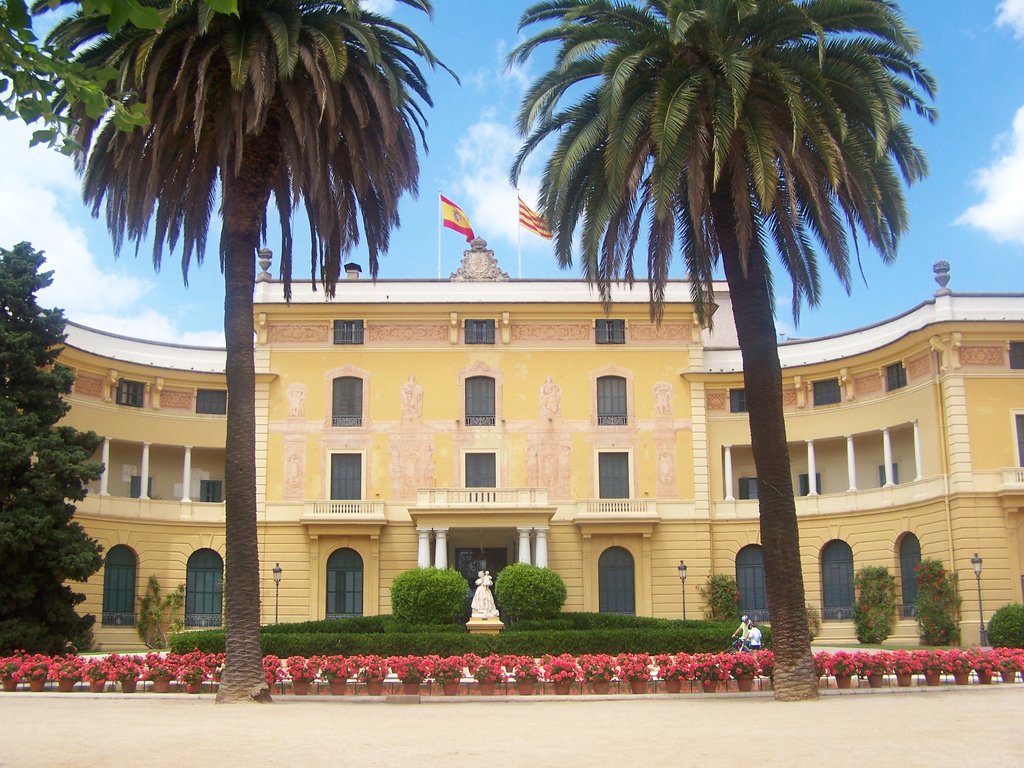
Haupteingang des Palau Reial de Pedralbes

Palau Reial de Pedralbes (katalanisch für „Königlicher Palast von Pedralbes“, spanisch: Palacio Real de Pedralbes) ist ein ehemaliges Residenzgebäude an der Straße Avinguda Diagonal in Barcelonas Stadtteil Pedralbes, das seit dem 4. März 2009 Sitz des Generalsekretariats der Mittelmeerunion ist und zudem zwei Museen beherbergt.

## Geschichte des Palastes
Der heutige Palast mit seinen weitläufigen Gärten hat seinen Ursprung in einem ehemals landwirtschaftlich genutzten Areal nahe dem im 14. Jahrhundert entstandenen Kloster Santa Maria de Pedralbes nördlich von Barcelona. Zwischen 1862 und 1883 erwarben Joan Güell und dessen Sohn Eusebi Güell hier den Landsitz Can Feliu aus dem 17. Jahrhundert. Durch den Zukauf angrenzender Flächen entstand ein 30.000 m² großes Grundstück, das Finca Güell genannt wurde. Das vorhandene Anwesen wurde in der Folgezeit durch den Architekten Joan Martorell in eine Sommerresidenz mit einer prächtigen Gartenanlage umgestaltet. Zwischen 1884 und 1887 entstanden darüber hinaus an der Avinguda de Pedralbes nach Entwürfen von Antoni Gaudí ein Pförtnerhaus, Stallungen und ein Tor – später als Pavellons Güell bekannt.
1918 schenkte die Familie Güell einen Teil des Geländes dem spanischen König Alfons XIII. – als Residenz für dessen Aufenthalte in Barcelona. Bis 1924 wurde das Gebäude durch die Architekten Eusebi Bona und Francesc Nebot in einen Palast im Stil der Neorenaissance umgestaltet. Der viergeschossige Zentralbau wurde dabei durch zwei dreistöckige, geschwungene Seitenflügel ergänzt. Mit diesem Umbau erhielt das Gebäude den auch noch heute gebräuchlichen Namen „Königlicher Palast von Pedralbes“. Die Gärten wurden 1927 von Nicolau Maria Rubió i Tudurí neugestaltet.
Mit Beginn der Zweiten Spanischen Republik kam das Gebäude 1931 in den Besitz der Stadt Barcelona, die dort das Museu de les Arts Decoratives („Museum der Dekorativen Künste“) einrichtete und die Gärten in einen öffentlichen Park umwandelte. Nach dem Spanischen Bürgerkrieg wurde der Palast abermals Residenz und diente dem Diktator Francisco Franco als offizielle Unterkunft in Barcelona.
Nach dem Ende des Franquismus wurde das Gebäude wieder als Museum genutzt, seit 1990 beherbergt es neben dem Museum der Dekorativen Künste auch das Museu de Ceràmica („Keramikmuseum“). Darüber hinaus wurde der Palast am Ende des 20. und zu Beginn des 21. Jahrhunderts gelegentlich für große Feste genutzt (zum Beispiel gab hier der spanische König Juan Carlos 1997 aus Anlass der Hochzeit seiner Tochter Cristina ein großes Bankett). Teile des Bauwerks standen jedoch häufig leer.

## Sitz der Mittelmeerunion
Mit der Wahl Barcelonas zum Hauptsitz der im Juli 2008 gegründeten Mittelmeerunion wurde der Palau Reial de Pedralbes 2008/2009 zum Generalsekretariat dieser Organisation umgewandelt.